# Bahnstrecke Fontoy–Esch-sur-Alzette
| Bahnhof Bollingen (Boulange), vor 1914 |                      |                                                            |                                                            |
| Streckennummer (SNCF): | 195 000 / 189 000    |                                                            |                                                            |
| Streckenlänge: | 21,9 km              |                                                            |                                                            |
| Spurweite: | 1435 mm (Normalspur) |                                                            |                                                            |
| Stromsystem: | 25 kV / 50 Hz ~      |                                                            |                                                            |
| Maximale Neigung: | 15 ‰                 |                                                            |                                                            |
| Zweigleisigkeit: | nein                 |                                                            |                                                            |
| |                      |                                                            |                                                            |
| \| \| \| Bahnstrecke Mohon–Thionville von Thionville \| \| \| \| 261,103 0,000 \| Fontoy \| Fontoy \| \| \| \| Bahnstrecke Mohon–Thionville nach Mohon \| \| \| \| \| Gleisanschluss Grube Reichswald (Mine de Boulange) \| \| \| \| 5,036 \| Boulange / Bollingen \| Boulange / Bollingen \| \| \| \| Autoroute A 30 \| \| \| \| \| Bahnstrecke Boulange–Noertzange(–Bettemburg) \| \| \| \| \| Gleisanschluss Zeche Bure und Mine Ferdinand \| \| \| \| \| Gleisanschluss Ida-Amalien-Zeche (Mine Ida-Amélie) \| \| \| \| 9,543 \| Aumetz \| Aumetz \| \| \| \| Gleisanschluss Grube Friede (Mine d’Aumetz) \| \| \| \| \| Bergwerk Crusnes (Mine d’Errouville) \| \| \| \| \| Deutschland / Frankreich bis 1918 \| \| \| \| \| \| \| \| \| 12,355 \| Hirps [Anm. 2] \| Hirps [Anm. 2] \| \| \| 15,650 \| Viadukt Audun-le-Tiche-Mont (89 m) \| Viadukt Audun-le-Tiche-Mont (89 m) \| \| \| 16,357 \| Audun-le-Tiche-Mont / Deutsch-Oth Berg \| Audun-le-Tiche-Mont / Deutsch-Oth Berg \| \| \| \| Gruben im Tal von Villerupt-Micheville \| \| \| \| 21,144 \| Audun-le-Tiche / Deutsch-Oth \| Audun-le-Tiche / Deutsch-Oth \| \| \| \| \| \| \| \| \| Bahnstrecke Audun-le-Tiche–Hussigny-Godbrange nach Rédange \| \| \| \| \| \| \| \| \| \| Viadukt Audun-le-Tiche (360/375 m) \| \| \| \| \| Frankreich / Luxemburg \| \| \| \| \| Bahnstrecke Esch–Athus von Pétange \| \| \| \| \| Esch an der Alzette \| \| \| \| \| Bahnstrecke Bettembourg–Pétange n. Bettemburg \| \| |                      |                                                            |                                                            |
| |                      | Bahnstrecke Mohon–Thionville von Thionville                |                                                            |
| Bahnhof | 261,103 0,000        | Fontoy                                                     | Fontoy                                                     |
| Abzweig ehemals geradeaus und nach links |                      | Bahnstrecke Mohon–Thionville nach Mohon                    | Bahnstrecke Mohon–Thionville nach Mohon                    |
| Abzweig geradeaus und von links (Strecke außer Betrieb) |                      | Gleisanschluss Grube Reichswald (Mine de Boulange)         | Gleisanschluss Grube Reichswald (Mine de Boulange)         |
| Bahnhof (Strecke außer Betrieb) | 5,036                | Boulange / Bollingen                                       | Boulange / Bollingen                                       |
| Strecke mit Straßenbrücke (Strecke außer Betrieb) |                      | Autoroute A 30                                             | Autoroute A 30                                             |
| Abzweig geradeaus und nach rechts (Strecke außer Betrieb) |                      | Bahnstrecke Boulange–Noertzange(–Bettemburg)               | Bahnstrecke Boulange–Noertzange(–Bettemburg)               |
| Abzweig geradeaus und nach rechts (Strecke außer Betrieb) |                      | Gleisanschluss Zeche Bure und Mine Ferdinand               | Gleisanschluss Zeche Bure und Mine Ferdinand               |
| Abzweig geradeaus und von links (Strecke außer Betrieb) |                      | Gleisanschluss Ida-Amalien-Zeche (Mine Ida-Amélie)         | Gleisanschluss Ida-Amalien-Zeche (Mine Ida-Amélie)         |
| Bahnhof (Strecke außer Betrieb) | 9,543                | Aumetz                                                     | Aumetz                                                     |
| Abzweig geradeaus und nach rechts (Strecke außer Betrieb) |                      | Gleisanschluss Grube Friede (Mine d’Aumetz)                | Gleisanschluss Grube Friede (Mine d’Aumetz)                |
| Strecke (außer Betrieb) · Betriebs-/Güterbahnhof Streckenanfang (Strecke außer Betrieb) |                      | Bergwerk Crusnes (Mine d’Errouville)                       | Bergwerk Crusnes (Mine d’Errouville)                       |
| Strecke (außer Betrieb) · Grenze (Strecke außer Betrieb) |                      | Deutschland / Frankreich bis 1918                          | Deutschland / Frankreich bis 1918                          |
| |                      |                                                            |                                                            |
| Bahnhof (Strecke außer Betrieb) | 12,355               | Hirps                                                      | Hirps                                                      |
| Brücke (Strecke außer Betrieb) | 15,650               | Viadukt Audun-le-Tiche-Mont (89 m)                         | Viadukt Audun-le-Tiche-Mont (89 m)                         |
| Bahnhof (Strecke außer Betrieb) | 16,357               | Audun-le-Tiche-Mont / Deutsch-Oth Berg                     | Audun-le-Tiche-Mont / Deutsch-Oth Berg                     |
| Strecke von halblinks (außer Betrieb) · Strecke von links · Abzweig quer und von rechts (Strecke außer Betrieb) |                      | Gruben im Tal von Villerupt-Micheville                     | Gruben im Tal von Villerupt-Micheville                     |
| Strecke (außer Betrieb) · Kopfbahnhof Strecke bis hier außer Betrieb · Strecke (außer Betrieb) | 21,144               | Audun-le-Tiche / Deutsch-Oth                               | Audun-le-Tiche / Deutsch-Oth                               |
| |                      |                                                            |                                                            |
| Strecke (außer Betrieb) · Strecke · Abzweig geradeaus, nach links und von links (Strecke außer Betrieb) |                      | Bahnstrecke Audun-le-Tiche–Hussigny-Godbrange nach Rédange | Bahnstrecke Audun-le-Tiche–Hussigny-Godbrange nach Rédange |
| |                      |                                                            |                                                            |
| Strecke nach halblinks · Kreuzung geradeaus unten · Strecke nach halbrechts |                      | Viadukt Audun-le-Tiche (360/375 m)                         | Viadukt Audun-le-Tiche (360/375 m)                         |
| Grenze |                      | Frankreich / Luxemburg                                     | Frankreich / Luxemburg                                     |
| Abzweig geradeaus und von links |                      | Bahnstrecke Esch–Athus von Pétange                         | Bahnstrecke Esch–Athus von Pétange                         |
| Bahnhof |                      | Esch an der Alzette                                        | Esch an der Alzette                                        |
| |                      | Bahnstrecke Bettembourg–Pétange n. Bettemburg              |                                                            |

Die Bahnstrecke Fontoy–Esch-sur-Alzette war eine etwa 20 km lange, eingleisige, zeitweise elektrifizierte Bahnstrecke in Lothringen. Genutzt wird derzeit nur noch der Abschnitt zwischen Audun-le-Tiche und Esch-sur-Alzette.

## Geografie

Viadukt von Audun-le-Tiche

Die Strecke trägt heute die französische Streckennummer 195, der Abschnitt von Audun-le-Tiche nach Esch-sur-Alzette die Nummer 186.
Die Strecke verband die Bahnhöfe von Fontoy, Audun-le-Tiche und Esch-sur-Alzette. Sie verlief dabei nahe und parallel zur von 1871 bis 1918 hier bestehenden Grenze zwischen Frankreich und Deutschland, damals auf der deutschen Seite. Die zu überwindenden Höhenunterschiede sind beträchtlich.
Die Strecke zweigt bei Fontoy von der Bahnstrecke Mohon–Thionville ab, passiert Boulange (bis 1918: Bollingen) im Norden, Tressange im Westen, durchquert Aumetz, führt nach Hirps, kommt oberhalb und östlich von Audun-le-Tiche an, das im Alzette-Tal liegt, führt über den Viaduc d’Audun-le-Tiche-Mont, eine 89 m lange Stahlbrücke und erreicht dann den zeitweiligen Endbahnhof Audun-le-Tiche-Mont (bis 1918: Deutsch-Oth Berg). Der nächste Abschnitt besteht im Wesentlichen aus der Kehrschleife von Audun-le-Tiche, einem 360°-Bogen, und führt in den Bahnhof Audun-le-Tiche (bis 1918: Deutsch-Oth). Die Kehrschleife ist eine bauliche Besonderheit und diente dazu, einen Teil des Höhenunterschieds von fast 100 m zwischen Aumetz und Audun-le-Tiche auszugleichen. Im Zuge dieses Bogens liegt auch das 375 Meter lange (nach anderen Angaben sind es 360 m) und 30 m hohe Viadukt Audun-le-Tiche mit 12 Öffnungen, auf dem auch die nach Luxemburg führende Strecke überquert wird. Hinter dem Bahnhof Audun-le-Tiche unterquert die Strecke auf dem weiteren Weg zunächst das Viaduc d’Audun-le-Tiche, quert dann die ehemals deutsch-luxemburgische, heute französisch-luxemburgische Grenze, während sie dem Lauf und dem Tal der Alzette folgt.

## Geschichte

Bahnhof Deutsch-Oth Berg (Audun-le-Tiche Mont), vor 1914

Nach der Diskussion mehrerer Varianten seit 1896 wurde schließlich 1898 eine Planung mit längerer Strecke, aber verminderter Steigung beschlossen und in mehreren aufeinander folgenden Abschnitten von den Reichseisenbahnen in Elsaß-Lothringen eröffnet:
- am 1. November 1899 von Fontoy bis Aumetz,
- am 1. Dezember 1901 von Aumetz bis Deutsch-Oth Berg (heute: Audun-le-Tiche-Mont),
- am 1. März 1904 von Deutsch-Oth Berg bis Deutsch-Oth und
- 1909/1911 das grenzüberschreitende Anschlussgleis von Aumetz nach Crusnes.

Die Kosten betrugen 7,5 Mio. Mark.
Das Anschlussgleis von Aumetz nach Crusnes war eine internationale Kuriosität: Im französischen Crusnes bestand direkt an der Grenze ein Bergwerk, das dort aber keine Verbindung zu einer Bahnstrecke hatte. Das Problem wurde durch ein grenzüberschreitendes Anschlussgleis an die Bahnstrecke Fontoy–Esch-sur-Alzette gelöst, das bei Aumetz anschloss. Ab 1909 war es provisorisch entlang einer Straße verlegt, 1911 dann endgültig installiert. Für den Verkehr auf der Strecke bestand ein Abkommen, dass die Abfuhr des Eisenerzes nach Frankreich zollfrei stellte.
Der Bau der Bahnstrecke Fontoy–Esch-sur-Alzette erklärt sich einzig aus den beidseits anschließenden Bergwerken, die lothringer Eisenerz förderten. Dies sorgte für einen intensiven Güterverkehr. Der Personenverkehr war immer gering und wurde von Luxemburg aus bereits 1936 von französischer Seite zum 5. Mai 1948 eingestellt.
Beim Anrücken der Wehrmacht während des Zweiten Weltkriegs sprengte die französische Armee das Viadukt Audun-le-Tiche im Mai 1940, die deutsche Besatzung baute es bis 1942 wieder auf.
Die Strecke wurde 1962 wegen des anhaltenden schweren Güterverkehrs mit 25 kV elektrifiziert. Bis in die 1980er Jahre nutzten schwere Güterzüge mit mehreren tausend Tonnen Gewicht die Strecke. Der Niedergang der Eisenindustrie in Lothringen und die Schließung der Bergwerke ließen den Verkehr komplett wegbrechen. Der Betrieb wurde 1995 eingestellt. 1999 wurde die Oberleitung abgebaut.

## Heutiger Zustand

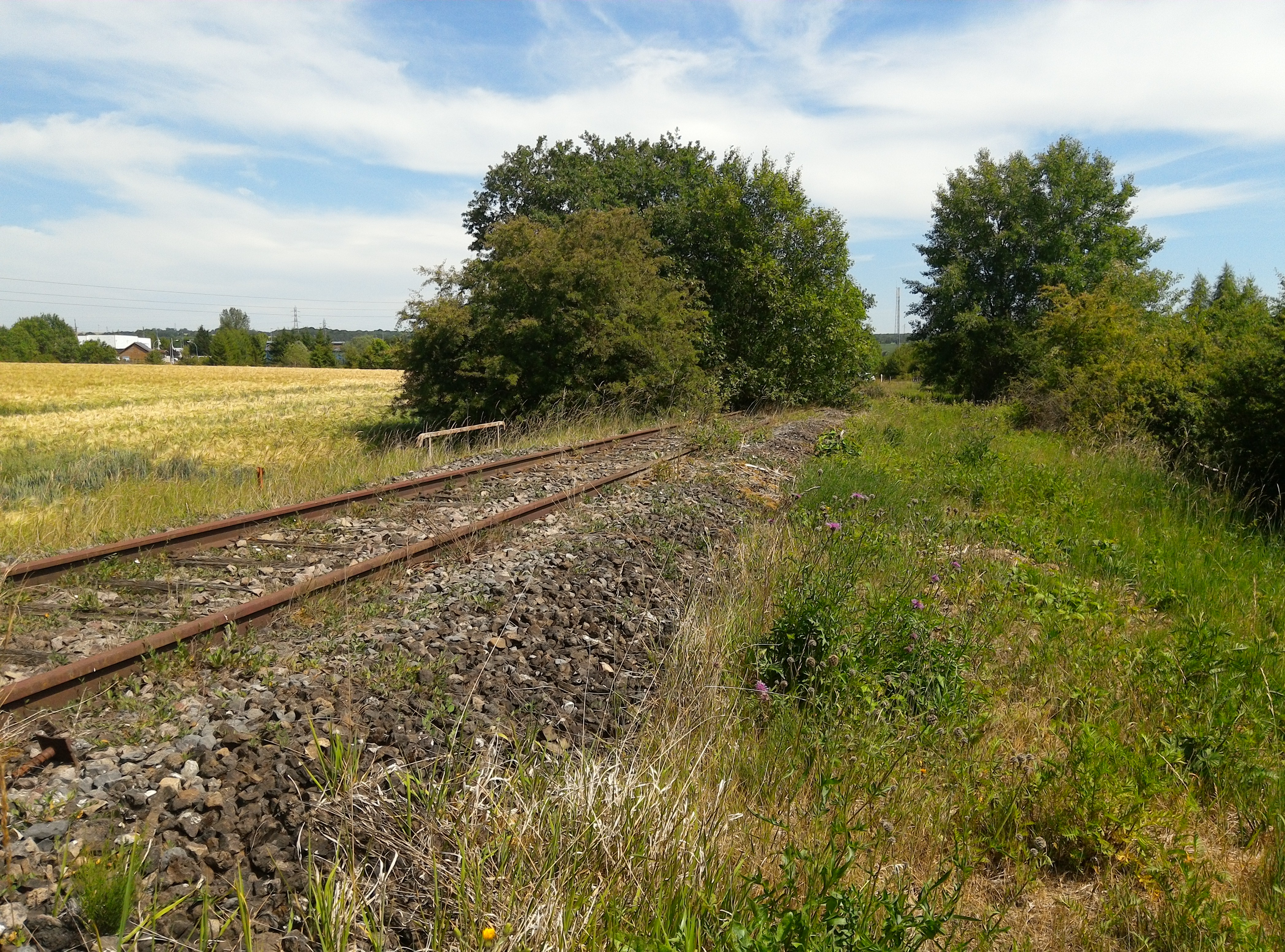
Die Strecke bei Fontoy

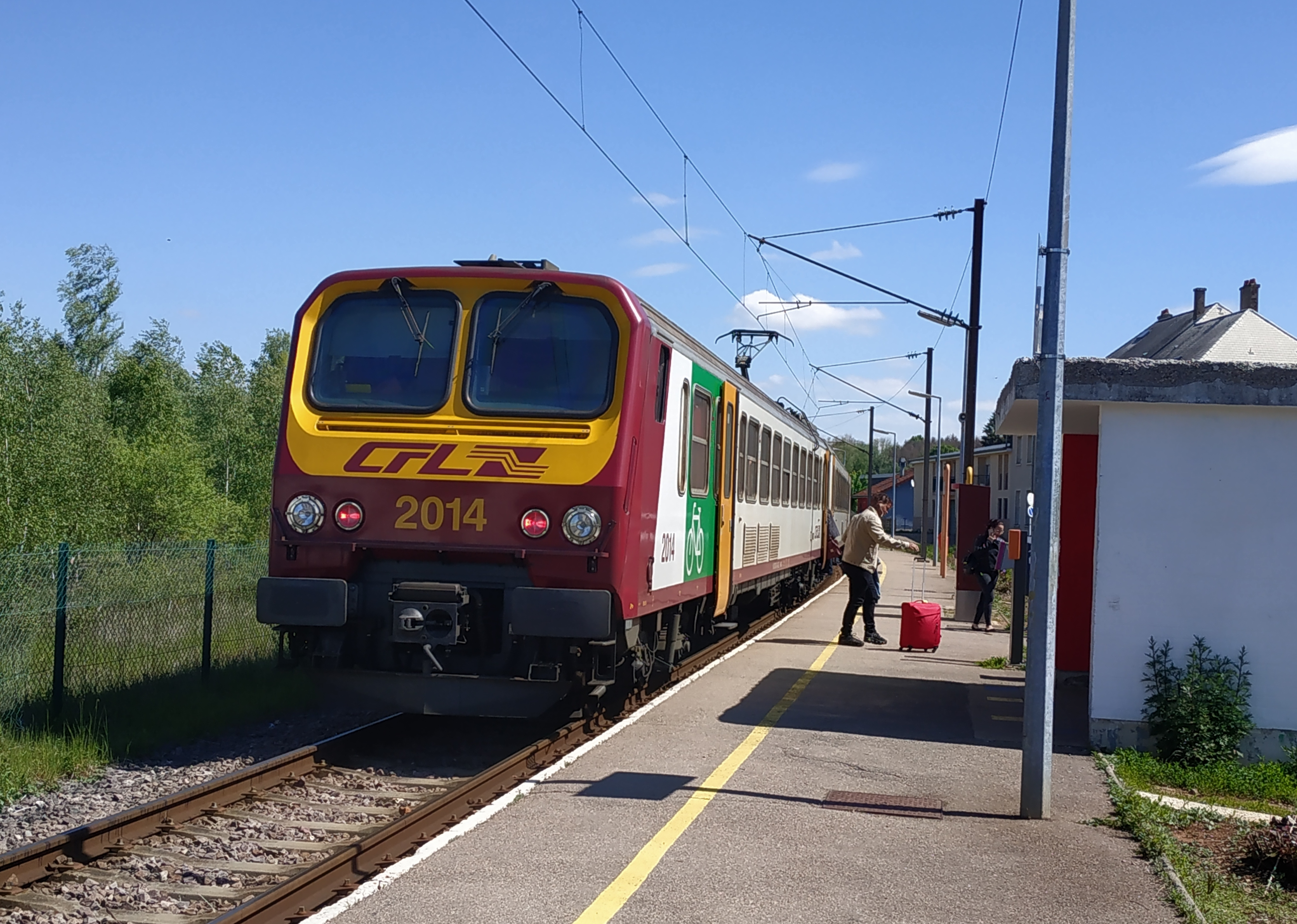
Der Luxemburger Zug im Bahnhof von Audun-le-Tiche

Die Strecke ist heute nicht mehr befahrbar. Im Stadtgebiet von Audun-le-Tiche wurde die Rampe zum Viaduc d’Audun-le-Tiche südwestlich des Bahnhofs mit der Route départementale D 616 überbaut. Zudem wird die ehemalige Trasse nördlich der Stadt als Wildbrücke über die im Einschnitt verlaufende D 616 genutzt.
Lediglich zwischen Audun-le-Tiche und Esch-sur-Alzette wird die Strecke von Triebwagen der Société Nationale des Chemins de Fer Luxembourgeois (CFL) befahren, die die entsprechende Konzession übernommen hat. Es handelt sich so heute um eine 1,7 km lange Luxemburger Strecke auf französischem Staatsgebiet, eine eingleisige Stichstrecke, die auch im Bahnhof Audun-le-Tiche kein zweites Gleis und keine Ausweichmöglichkeit bietet. Hintergrund ist der erhebliche Pendlerverkehr aus Lothringen Richtung Luxemburg. Um aus Gründen des Umweltschutzes den nach Luxemburg einfließenden Individualverkehr zu reduzieren, wurde die Verbindung eingerichtet. Luxemburg hat auch den großen Pendler-Parkplatz am Bahnhof in Audun-le-Tiche finanziert. Der Betrieb begann am 28. September 1992 und ist gegenüber dem französischen Schienennetz ein Inselbetrieb. Das Empfangsgebäude des Bahnhofs Audun-le-Tiche wird von der Bahn heute nicht mehr genutzt.
Der Zustand der übrigen Strecke lässt Zugverkehr nicht mehr zu. Dennoch wurde 2007 durch eine Entscheidung des Verwaltungsgerichts Straßburg der endgültige Abbau der Strecke gestoppt, was Befürwortern der Wiedereröffnung Hoffnung machte, die eine entsprechende Bürgerinitiative gründeten. Die Anliegergemeinden sind aber dagegen. Eine Wiedereröffnung erforderte einen weitgehenden Neubau der Infrastruktur, die noch bis Ende der 1990er Jahre existierte, dann aber abgebaut wurde oder verrottete.